# Кауфхолд, Кейси
Кейси Кауфхолд (англ. Casey Kaufhold; род. 6 марта 2004, Ланкастер, Пенсильвания) — американская лучница, выступающая в соревнованиях по стрельбе из олимпийского лука. Двукратная чемпионка Панамериканских игр и участница чемпионата мира.

## Карьера
В 2019 году она выиграла бронзовую медаль в женских индивидуальных соревнованиях по стрельбе из олимпийского лука на Панамериканских играх 2019 года в Лиме. Она также выиграла две золотые медали в женских командных соревнованиях и в смешанных парных командах.
В 2019 году она участвовала в женских командных соревнованиях на чемпионате мира в Хертогенбосе. Кауфхолд, Хатуна Лориг и Эрин Микельберри проиграли уже в первом матче плей-офф сборной Швеции.
В том же году на Кубке мира по стрельбе из лука Кауфхолд и Брэди Эллисон выиграли серебряную медаль в смешанных командных соревнованиях на этапе в Медельине. В сентябре 2019 года Кейси установила новый мировой рекорд среди юниоров в рейтинговом раунде, набрав 675 из возможных 720 баллов.
На первом этапе Кубка мира 2021 в Гватемале Кейси Кауфхолд и Брэди Эллисон добрались до полуфиналов, где проиграли и участвовали в матче за бронзу против Индии. Однако, завоевать медаль не смогли — Анкита Бхакат и Атану Дас победили в матче со счётом 6:2.